# Cricket (Caroline du Nord)
Pour les articles homonymes, voir Cricket (homonymie).
Cricket est une census-designated place située dans le comté de Wilkes, dans l’État de Caroline du Nord, aux États-Unis. Lors du recensement de 2020, elle comptait 1 966 habitants.